# 푼타레나스주

푼타레나스주의 위치

푼타레나스주(스페인어: Provincia de Puntarenas)는 코스타리카 서부에 위치한 주로 주도는 푼타레나스이며 면적은 11,266km2, 인구는 410,929명(2011년 기준), 인구 밀도는 36명/km2이다. 11개 현을 관할한다. 태평양 연안의 대부분과 접하며 북서쪽에서 시계 방향으로 과나카스테주, 알라후엘라주, 산호세주, 리몬주, 파나마와 접한다. 주 앞바다에서 500km 정도 떨어진 곳에 위치한 태평양의 섬인 코코섬은 이 주에 속한다.

주기
주 문장